# 1 Pułk Artylerii Przeciwpancernej
1 Pułk Artylerii Przeciwpancernej (1 pappanc) – oddział artylerii przeciwpancernej Polskich Sił Zbrojnych.

## Historia, formowanie i zmiany organizacyjne
13 września 1942 roku 10 Szwadron Przeciwpancerny został przemianowany w 1 Pułk Artylerii Przeciwpancernej, jednak jego organizacja trwała, aż do jesieni 1942 roku. Jako pułk rozpoczął funkcjonowanie 12 listopada 1942 roku. Tego dnia dowódca pułku, podpułkownik Jerzy Deskur podpisał rozkaz dzienny nr 1, w którym stwierdził: „pułk zostaje sformowany z pozostałej kadry Dywizjonu Przeciwpancernego 10 Brygady Kawalerii (10 Szwadron Przeciwpancerny) i żołnierzy ostatnio przybyłych do Wojska Polskiego w Wielkiej Brytanii z Rosji, Francji, Afryki, Argentyny i Kanady. Obowiązkiem Pułku jest przyjąć na siebie dalsze prowadzenie tradycji i historii Dywizjonu Przeciwpancernego 10 Brygady Kawalerii, chlubnie zapisanych krwią swych żołnierzy w walkach o Wolność, Niepodległość i Honor Ojczyzny w Polsce i Francji, – stać się gotowym do wywalczenia WIELKIEJ, WOLNEJ I NIEPODLEGŁEJ POLSKI przez chwalebną służbę żołnierską”. Pułk wchodził w skład Grupy Wojsk Wspierających 1 Dywizji Pancernej generała brygady Stanisława Maczka. Kultywował tradycje kawaleryjskie. Kadrę pułku stanowili w większości oficerowie kawalerii. Żołnierze posiadali stopnie wachmistrzów, starszych ułanów i ułanów. Na podstawie rozkazu L.dz. 181/G.M./43 Naczelnego Wodza z dnia 26 stycznia 1943 roku oddział został przemianowany na 1 Pułk Przeciwpancerny. Zmiana nazwy została ogłoszona w rozkazie dziennym pułku z dnia 2 lutego 1943 roku i sankcjonowała kawaleryjski charakter jednostki. W 1944 roku jednostka powróciła do nazwy 1 Pułk Artylerii Przeciwpancernej. Swoje święto obchodził 2 września, w rocznicę bitwy pod Wysoką w 1939 roku. Jednostka była organizowana na podstawie brytyjskiego etatu wojennego (ang. War Establishments) Nr I/34/1 o stanie 421 żołnierzy. Następny etat według, którego formowano pułk, przewidywał trzy dywizjony czterobateryjne ze stanem: 44 oficerów, 210 podoficerów i 288 szeregowych, 111 pojazdów mechanicznych, w tym 54 motocykle, 48 ciągników artyleryjskich oraz samochody ciężarowe, półciężarowe i osobowe. 7 stycznia 1943 roku dowódca pułku nakazał organizację Czołówki Naprawczej typ „B” (L.A.D.) pod dowództwem porucznika Bogdana Grzelachowskiego, którą podporządkował oficerowi technicznemu pułku oraz przydzielił pod względem ewidencyjnym i gospodarczym do Oddziału Sztabowego. 24 marca 1943 roku dowódca pułku „uregulował kompetencje techniczne” czołówki. 14 lutego 1943 roku zostało zaprzysiężonych 132 żołnierzy pułku. Z dniem 30 marca 1943 roku do Pułku został przydzielony Pluton Łączności z 2 Szwadronu Łączności w składzie jednego oficera, sześciu podoficerów oraz 16 szeregowców. Jednocześnie dowódcy plutonu, podporucznikowi Tadeuszowi Delimata zostały powierzone obowiązki oficera łączności pułku. 4 czerwca 1943 roku żołnierze plutonu zostali przeniesieni z 2 Szwadronu Łączności do Pułk i przydzieleni pod względem gospodarczym do Oddziału Sztabowego. 14 kwietnia 1943 roku Pułk otrzymał, jako uzupełnienie 62 podoficerów i szeregowców z 1 Samodzielnej Brygady Strzelców. 28 kwietnia 1943 roku zostały ogłoszone „Stałe zarządzenia marszowe”, wprowadzone do użytku wewnątrz 1 Dywizji Pancernej rozkazem L.dz. 2608/III Reg.43 z dnia 9 kwietnia 1943 roku. W dniach 19-24 roku na poligonie Barry Links k. Monifieth Pułk odbył strzelania z armat przeciwpancernych. 27 maja 1943 roku oddział kwaterunkowy wyjechał na nowe miejsce postoju, w hrabstwie Suffolk. W dniach 7-10 czerwca 1943 roku Pułk przemaszerował do nowego miejsca postoju w Mildenhall. Oddział Sztabowy zajął kwatery w Worlington. Zmiana postoju związana była z przegrupowaniem całej dywizji ze Szkocji do wschodniej Anglii na koncentrację letnią. 23 czerwca 1943 roku dowódca Pułku nakazał zakończyć, w terminie do 1 lipca, malowanie na pojazdach znaków rozpoznawczych dywizji pancernej. 10 lipca 1943 roku dowódca Pułku delegował porucznika Leszka Zakrzewskiego i podporucznika Józefa Mroza do składu warty honorowej przy zwłokach Naczelnego Wodza, generała broni Władysława Sikorskiego. W uroczystościach pogrzebowych wzięła udział delegacja oficerów pułku na czele z podpułkownikiem Deskurem oraz pluton w składzie jednego podoficera i 14 szeregowców. We wrześniu pułk został przeniesiony do garnizonu North Berwick w Szkocji. 6 października 1943 roku dowódca pułku prowadził służbę oficera inspekcyjnego garnizonu. Prezydent RP mianował z dniem 10 października 1943 roku porucznika Witolda Sulimirskiego do stopnia kapitana w korpusie oficerów broni pancernych, czterech podporuczników na stopień porucznika oraz dziewięciu podoficerów na stopień podporucznika. Z dniem 30 października 1943 roku dowódca pułku nakazał sformowanie IV dywizjon w składzie trzech plutonów i plutonu dowodzenia. Na pełniącego obowiązki dowódcy wyznaczył porucznika Bronisława Ostrowskiego z III dyonu. IV dywizjon został utworzony poprzez wydzielenie jednego plutonu z każdego dywizjonu z pełnym uzbrojeniem i wyposażeniem z wyjątkiem sprzętu kwaterunkowego. Każdy z plutonów zabierał z sobą jedną armatę 17 funtową i cztery armaty 6 funtowe. 24 listopada 1943 roku pułk marszem kołowym przeszedł do nowego miejsca postoju w Lanark. W czasie pobytu pułku w Lanark służbę bezpieczeństwa pełnił Posterunek Żandarmerii w Glasgow. Od 9 grudnia 1943 roku służbę bezpieczeństwa dla 1 ppanc pełnił Posterunek Żandarmerii przy Zgrupowaniu Artylerii w Polkommet. Z dniem 26 listopada 1943 roku dowódca 1 DPanc przydzielił do pułku pod względem gospodarczym 2 Szwadron Łączności.  
Szkolenie pułku
Z dniem 1 grudnia 1942 roku dowódca pułku „uruchomił” szkołę podoficerską przy I dywizjonie, a na jej komendanta powołał rotmistrza Wiesława Leliwa-Kiersza. W charakterze „uczni” zostało powołanych 42 ułanów (po 14 z każdego dywizjonu). „Kurs pułkowej Szkoły Podoficerskiej dla działonowych i celowniczych przy I dyonie” został zakończony 6 marca 1943 roku. 25 stycznia 1943 roku dowódca pułku „uruchomił” kurs nauczania z zakresu czteroklasowej szkoły powszechnej. Kierownikiem kursu został podporucznik Antoni Oleksin. Przymusowemu nauczaniu na kursie podlegało 64 ułanów. 1 marca 1943 roku porucznik Leszek Władysław Zakrzewski wziął udział w egzaminie wstępnym do Wyższej Szkoły Wojennej w Eddleston. Tego samego dnia dowódca pułku „uruchomił” dwutygodniowy kurs kierowców transporterów opancerzonych „Carrier”. Komendantem kursu został major Jerzy Florkowski. 17 i 18 marca 1943 roku kombinowany dywizjon przeciwpancerny pod dowództwem porucznika Antoniego Bobera wziął udział w ćwiczeniu 10 Brygady Kawalerii Pancernej pod kryptonimem „Kruk”. 25 marca 1943 roku dowódca 1 Dywizji Pancernej skierował dowódcę pułku i 9 oficerów na trzytygodniowy kurs przeciwpancerny w 125 O.C.T.U. w Ilkley(ang. 125 Officer Cadet Training Unit RA). 17 kwietnia, na kolejny kurs, został skierowany zastępca dowódcy pułku i 8 oficerów. 29 czerwca 1943 roku major Jerzy Florkowski i czterech oficerów zostało skierowanych do Ilkley na kurs przeciwpancerny z zakresu użycia i eksploatacji brytyjskich 17 funtowych armat przeciwpancernych. 2 lipca 1943 roku dowódca Pułku wyznaczył skład drużyny piłki nożnej. W dniach 22-23 sierpnia 1943 roku II i III dywizjony wzięły udział w ćwiczeniu 16 BPanc pod kryptonimem „Gdańsk”, natomiast I dywizjon w dniach 23-24 sierpnia 1943 roku uczestniczył w ćwiczeniu 10 BKPanc pod kryptonimem „Królik”. Z powodu ćwiczeń dywizyjnych w dniach 1-2 września 1943 roku obchody święta pułku zostały przełożone na dzień 6 września. 15 października 1943 roku rozpoczął się Kurs Kierowców i Mechaników „Działa 17 pdr. na podwoziu «Sherman»”. Kierownikiem kursu został podporucznik Ryszard Geissel z 14 Pułku Ułanów Jazłowieckich. Kierowcy mieli się szkolić przez 6 tygodni, a mechanicy - 4 tygodnie. 8 listopada 1943 roku słuchacze kursu rozpoczęli naukę jazdy. Od 20 marca 1944 roku powrócono w pułku do nazwy "1 Pułk Artylerii Przeciwpancernej" ostatecznie ustalono strukturę organizacyjną odtąd składał się z czterech dywizjonów: I i II samobieżnego każdy z trzema bateriami oraz III i IV dywizjonów ciągnionych z dwoma bateriami armat 17-funtowych i jednej 6-funtowych.   

## Walki pułku w kampanii 1944-1945

### Bitwa o Normandię
Po wylądowaniu we Francji w pierwszych dniach sierpnia i ześrodkowaniu w rejonie Meuvaines. 7 i 8 sierpnia pułk wykonał marsz w kierunku frontu w szykach 10 Brygady Kawalerii Pancernej i 3 Brygady Strzelców. I dywizjon został przydzielony do 10 pułku strzelców konnych, II dywizjon do 10 BKPanc., reszta pułku przy 3 BS. W trakcie natarcia 10 BKPanc. 8 sierpnia w godzinach popołudniowych dywizjony samobieżne prowadziły natarcie w II rzucie brygady. Po niepowodzeniu natarcia przez czołowe pułki pancerne; 2 i 24 ułanów, oba dywizjony prowadziły walkę z kontratakującymi niemieckimi czołgami i działami samobieżnymi. 9 sierpnia IV dywizjon wspierał walki obronne 9 batalionu strzelców w rejonie miejscowości Cauvicourt. 10 sierpnia bateria I dywizjonu wspierała 3 szwadron 10 psk w czasie walk w rejonie Soignolles, następnie cały I dywizjon prowadził walki obronne wraz ze strzelcami konnymi w tej miejscowości. II dywizjon współdziałał z 10 BKPanc. Tego też dnia IV dywizjon współdziałając z 9 batalionem opanował rejon Soignolles i zdobył wzg. 111. Następnie 11 sierpnia wraz z 9 bs i 10 pułkiem dragonów odparł niemieckie kontrataki na wzg. 111 i miejscowość Estrees-la-Campagne i Le Croiox la Val. W dniu 12 sierpnia II dywizjon samobieżny wspierał 10 psk, który rozpoznawał le Bu-sur Rouvres na rzece Laison poszukiwał przepraw, od początku wejścia do walki cały czas znajdował pod intensywnym ogniem artylerii nieprzyjaciela. W trakcie walk w okresie od 8 do 12 sierpnia pułk utracił 5 dział samobieżnych (w tym 1, 17-funtowe). Tuż przed następnym etapem bitwy poszczególne dywizjony przydzielono do zgrupowań pułkowych i batalionowych 10 BKPanc. i 3 BS; I dywizjon do 1 pułku pancernego, II dywizjon do 10 psk, III dywizjon do 10 p drag. i IV dywizjon do 8 i 9 bs. W dniu 14 sierpnia przygotowujące się do natarcia oddziały zostały zbombardowane przez własne lotnictwo bombowe w wyniku czego I dywizjon stracił 4 zabitych, 3 rannych i 1 działo samobieżne zniszczone, a 3 uszkodzone. 15 sierpnia 1944 r. jako pierwszy natarcie podjął 10 psk wzmocniony II dywizjonem samobieżnym w kierunku rzeki Dives. W trakcie walk o Jort II dywizjon z 2 szwadronem 10 psk odparli pancerne kontrnatarcie nieprzyjaciela 16 sierpnia 1944 roku dywizjony pułku otrzymały przydziały do grup bojowych: III dywizjon do zgrupowania "Kański/Zgorzelski", IV dywizjon do zgrupowania "Koszutski", II dywizjon do 10 psk, I dywizjon do bspodh. Dywizjony prowadziły dalsze działania bojowe w składzie grup bojowych do 18 sierpnia. Od nocy 17/18 sierpnia I dywizjon dołączył do taktycznej grupy bojowej ppłk Koszutskiego. W godzinach wieczornych 18 sierpnia dywizjony II i III zostały dołączone do 10 psk, wraz z nim w walce zajęły rejon obrony na wzg. 113. IV dywizjon współdziałał z 9 bs, natomiast I dywizjon samobieżny jak wcześniej ze zgrupowaniem "Koszutski". Następnie I dywizjon dołącza do dowódcy swojego pułku. I dywizjon samobieżny ochrania stanowisko dowodzenia Artylerii Dywizyjnej i 10 BKPanc. Poszczególne dywizjony brały udział w walkach w tych zgrupowaniach do końca bitwy o Falaise. 23 sierpnia pułk odchodzi na odpoczynek na zaplecze frontu. 

### Pościg we Francji i Belgii
Wieczorem 29 sierpnia 1944 roku 1 Dywizja Pancerna podjęła marsz i pościg za nieprzyjacielem. Na czele dywizji prowadziła marsz i pościg grupa bojowa "Zgorzelski" w składzie 10 pułk dragonów, 1 pułk pancerny, I dywizjon samobieżny 1 pappanc. i dywizjon samobieżny z 1 pamot. Od 31 sierpnia II dywizjon samobieżny wszedł w skład grupy bojowej "Wasilewski" obejmującej 10 psk i 3 szwadron dragonów. Grupa ta miała zadanie prowadzić pościg i rozpoznanie przed siłami głównymi dywizji. Pozostałe siły pułku prowadziły działania, współdziałając z 3 Brygadą Strzelców. 3 września II dywizjon współdziałając z grupą bojową "Wasilewski" przeprawił się na południe od Abbeville przez kanadyjski most i prowadząc natarcie na wsie Boisle i Hesdin, stoczył walkę z wojskami niemieckimi niszcząc czołg Pz Kpfw IV. W okresie od 4 do 8 września I i II dywizjony samobieżne współdziałały z 10 psk, 10 pdrag. i 24 puł., w tym w walkach o St. Omer, Thielt i Roulers. Od 15 września III dywizjon wspierał grupę płk Deca w walkach o Gandawę i osłonie miasta od północy.  

### Walki na pograniczu belgijsko-holenderskim
Od 16 września IV dywizjon wspierał 9 bs w natarciu w kierunku Axel. Następnie w dniach 17-19 września III i IV dywizjonem wspierał 3 BS w walce o przyczółek na kanale Axel-Hulst. Zadaniem następnym było zdobycie miasta Axel i przyległego rejonu. W tym samym okresie I i II dywizjony współdziałały z 10 psk również podporządkowanemu 3 BS w walce o te same przedmioty terenowe. Od 20 września prowadził natarcie w kierunku morza i ujścia Skaldy wspierając I dywizjonem zgrupowanie 8 batalionu strzelców, II dywizjonem zgrupowanie batalionu strzelców podhalańskich, a III i IV dywizjonem i dowództwem 1 pappanc zgrupowanie 9 batalionu strzelców. W okresie od 21 do 28 września pułk odpoczywał i oczyszczał zajęty teren w czasie poprzednich walk. Od 29 września do 5 października II dywizjon współdziałał z 10 psk uczestnicząc we wszystkich jego walkach. I dywizjon walczył w składzie 10 BKPanc w okresie 1- 6 października. Dywizjony III i IV współdziałały z 3 BS w okresie od 29 września do 6 października. W okresie 6-26 października cały pułk częściowo spieszony pełnił służbę na placówkach jako piechota. 27 października 1944 r. o godz. 8.00, 1 pappanc.(bez dywizjonu) w ugrupowaniu 10 BKPanc. rozpoczął natarcie. I dywizjon wspierający 10 psk zdobył miejscowość Vijfhuizen, następnie w godzinach południowych Gilze. Nazajutrz po przegrupowaniu dywizji poszczególne dywizjony wspierały: III dywizjonem 3 BS, IV dywizjonem 10 pułk dragonów, II dywizjonem 10 psk, a I dywizjonem 10 BKPanc. IV dywizjon maszerując w kierunku miejscowości Dorst dostał się w nie opanowanym mieście w zasadzkę. Następnie pułk brał udział w walkach o Bredę. Nocą 31 października na 1 listopada bateria samobieżna została przeprawiona na przyczółek na rzece Mark jako wsparcie 8 bs. 1/2 listopada wobec ewakuacji przyczółka działa baterii samobieżnej uległy zniszczeniu. 3 listopada I dywizjon wspierał 9 bs, a IV dywizjon bspodh. podczas zdobycia przyczółków i ich poszerzeniu w następnych dniach.   

### Obrona i dozorowanie odcinka frontu nad Mozą
1 pułk artylerii przeciwpancernej w trakcie pobytu nad Mozą w okresie od 8 listopada 1944 r. do 7 kwietnia 1945 r. dozorował i bronił rotacyjnie powierzonych odcinków, częściowo w charakterze piechoty, uzupełniał straty w sprzęcie i wyposażeniu. Ponadto wchłaniał uzupełnienia i prowadził ich szkolenie. Od 21 grudnia 1944 roku stanowił wraz z 10 psk odwód dowódcy dywizji.   

### Walki we wschodniej Holandii i w Niemczech
W trakcie przemarszu 1 DPanc. z rejonu Bredy w kierunku frontu w dniach 7-9 kwietnia 1945 r. III dywizjon wszedł w skład OW nr 1 ppłk Zgorzelskiego maszerującego na czele 10 BKPanc. i dywizji. Od 10 kwietnia dalsze działania dragonów wspierał III dywizjon, a 9 bs IV dywizjon. 19 kwietnia I dywizjon zluzował oddziały kanadyjskie nad Küsten Kanal na odcinku 8 km gdzie demonstrował działania zaczepne. II i III dywizjon wspierał oddział mjr Zbroskiego, natomiast IV dywizjon w dalszym ciągu 9 bs. Od 30 kwietnia IV dywizjon współdziałał z 10 pdrag. w prowadzonym przez niego natarciu. Natomiast I i II dywizjony współdziałały z 10 psk. W dniu 5 maja o godz. 8.00 działania bojowe pułku zostały wstrzymane z uwagi na kapitulację nieprzyjaciela.

## Kawalerzyści artylerii przeciwpancernej po wojnie
5 maja 1945 roku 1 pułk artylerii przeciwpancernej zajął jako garnizony okupacyjne w składzie grup bojowych: gb "Eysymont" 1 pappanc. (bez IV dywizjonu) z kompanią strzelców podhalańskich w Wiesedertfehn. W Hohenkirchen gb "Stefanowicz" 1 pułk pancerny z IV dywizjonem artylerii ppanc. 1 pappanc. i 10 kompanią sanitarną. Zadaniem jego było oczyszczanie terenu z niedobitków, rozbrajanie osób i terenu z broni i amunicji, wyłapywanie przebranych żołnierzy i funkcjonariuszy hitlerowskich, egzekwowanie zarządzeń i warunków kapitulacji w tym ustalonej godziny policyjnej. W trakcie walk we Francji, Belgii, Holandii i na terenie Niemiec z szeregów pułku poległo 66 żołnierzy, 214 zostało rannych. Utracono jako zniszczonych 14 dział samobieżnych, 9 transporterów gąsienicowe Carier, 13 ciągników. Wzięto do niewoli 400 jeńców. Otrzymano odznaczeń polskich: 20 Krzyży VM Vkl, 250 KW, 79 KZ z M, zagranicznych: 2 MC, 1 MM, 2 Croix de Guerre i inne.

## Żołnierze

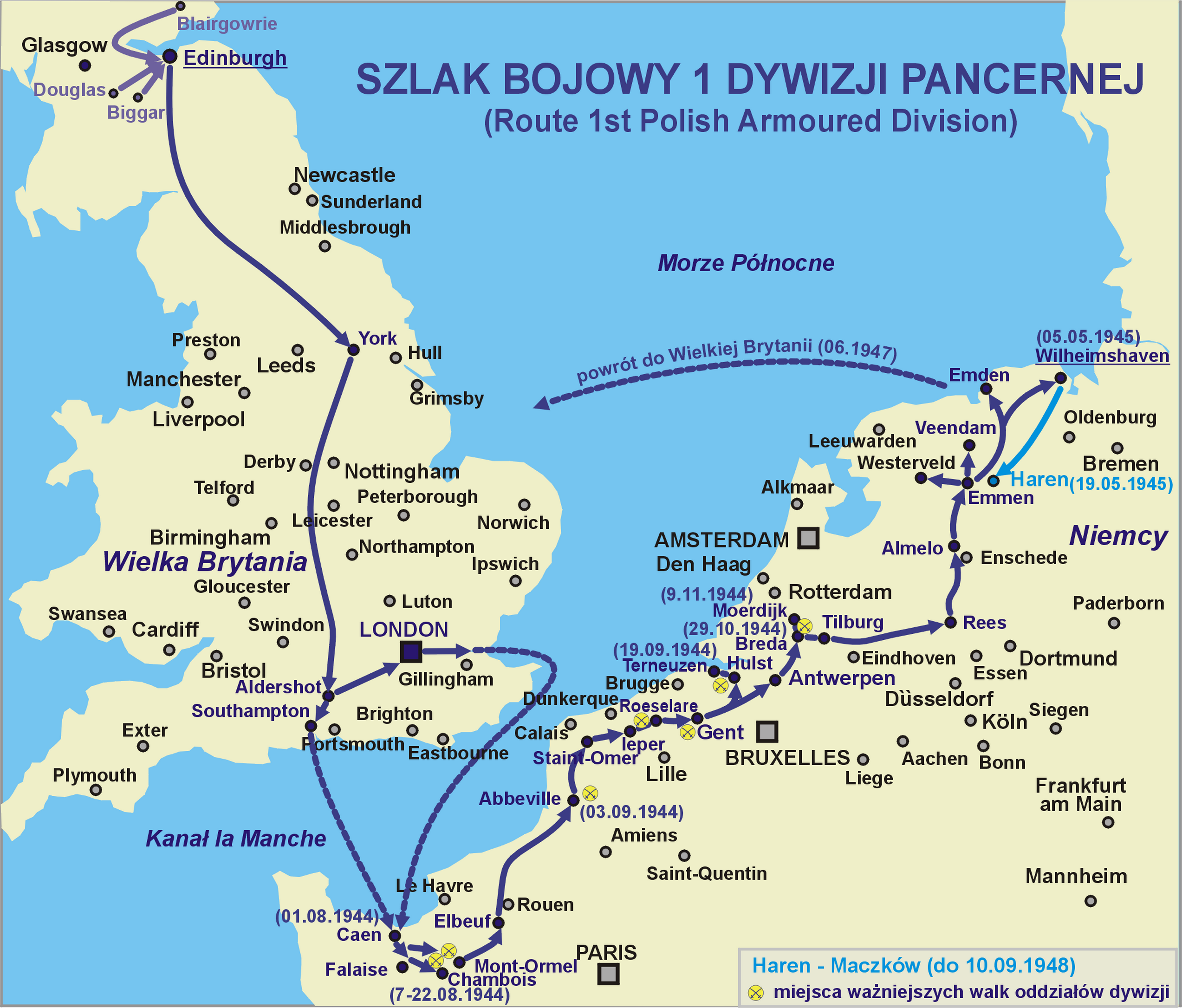
Szlak bojowy pułku

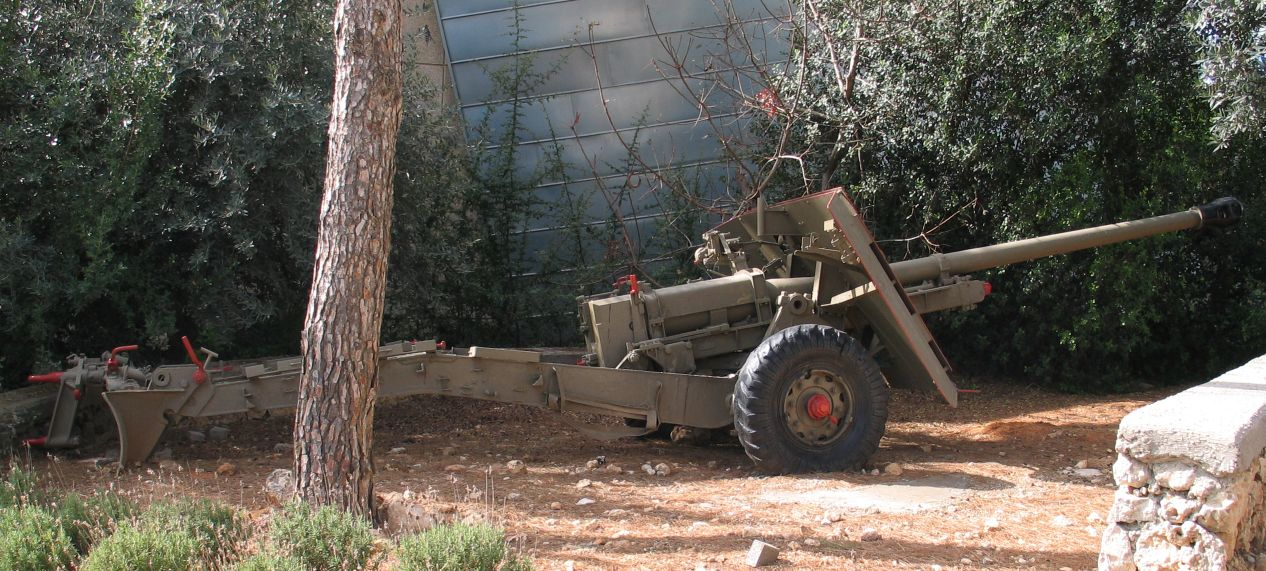
17 funtowa armata ppanc

Dowódcy dppanc, 10 szw ppanc i 1 pappanc
- ppłk dypl. kaw. Franciszek Stachowicz (4 X 1937 – VI 1939 → szef sztabu WBPM)
- ppłk kaw. Zygmunt Moszczeński (VI – 15 IX 1939 ranny)
- mjr Stanisław Roman Maniak (13 IX 1939 – 17 VI 1940)
- kpt. dypl. Ludwik Antoni Stankiewicz (VIII 1940 – XII 1941)
- rtm. Wiesław Leliwa–Kiersz (XII 1941 – 13 IX 1942 → dowódca I/1 pappanc)

---
- ppłk kaw. Jerzy Deskur (13 IX 1942 – 13 XI 1943 → dyspozycja dowódcy 1 DPanc[60])
- mjr Romuald Dowbór (13 XI 1943 – 25 VIII 1944 → dowódca 24 puł)
- mjr Otton Zygmunt Eysymont (25 VIII 1944 – 4 IX 1945)
- mjr Jan Kanty Zbroski (4 IX 1945 – 10 VI 1947)

I zastępcy dowódcy pułku
- mjr Mieczysław Skrzyński (13 IX 1942 – 12 XI 1943 → dyspozycja dowódcy 1 DPanc)
- rtm./mjr Jerzy Kern[61](od 12 XI 1943)

II zastępcy dowódcy pułku:
- por. Paweł Forster (p.o. 13 IX – 2 X 1942 → adiutant pułku)
- ppor. kaw. Piotr Styczeń (p.o. 2 – 27 X 1942)
- rtm. Jerzy Liehr odkomenderowany z KG 10 BKPanc (p.o. od 27 X 1942)

Dowódcy I dywizjonu:
- dowódca - rtm. Wiesław Leliwa–Kiersz[61] (od 13 IX 1942)
- zastępca dowódcy - kpt. Józef Jaroński[61]

1 bateria - por. Antoni Bober
2 bateria - por. Józef Orpiszewski
3 bateria - ppor. Roman Paulisz
Dowódcy II dywizjonu:
- mjr Jerzy Florkowski (do 12 XI 1943 → dyspozycja dowódcy 1 DPanc)
- dowódca dywizjonu - kpt. Ludwik Makiełło (od 12 XI 1943)[62]
- zastępca dowódcy dywizjonu - por. Stanisław Ruciński[61]

4 bateria - por. Stefan Czarnota
5 bateria - ppor. Mikołaj Antonowicz
6 bateria - ppor. Konrad Raczyński
Dowódcy III dywizjonu:
- rtm. Zygmunt Szpotański (do 25 IX 1942 → zastępca dowódcy 16 bdragon)
- por. Kazimierz Kozłowski (od 3 XI 1942)
- rtm. Antoni Skiba[63] (p.o. od 10 III 1943, odkomenderowany z 10 bdrag.)
- dowódca dywizjonu - rtm. Julian Marian Paszki[62]
- zastępca dowódcy dywizjonu - por. Józef Mróz[61]

7 bateria - por. Jan Psarski
8 bateria - ppor. Marian Turzański-Grzymała
9 bateria - ppor. Stanisław Starczyk
Dowódcy IV dywizjonu:
- por. Bronisław Ostrowski (p.o. 30 X – 15 XI 1943)
- dowódca dywizjonu - rtm. / mjr kaw. Andrzej Zawisza[61] z 10 psk (15 XI 1943 – 26 II 1945 → p.o. zastępcy dowódcy 3 puł)
- zastępca dowódcy dywizjonu - por. Bronisław Ostrowski[61]

10 bateria - por. Zdzisław Biały
11 bateria - ppor. Franciszek Baumgart
12 bateria - ppor. Janusz Tarnowski
Dowódcy Oddziału Sztabowego: (w sierpniu 1944 i później nie występował w strukturze pułku)
- por. Stefan Józef Wróbel z b. 10 Szw. Ppanc (13 IX – 13 X 1942)
- por. Stanisław Rozmuszcz (od 13 X 1942)

Oficerowie pułku:
- rtm. Jerzy Kern (do 10 VI 1943 → KG BWsp)
- rtm. Hugo Jerzy Kornberger (do 21 II 1943 → Oddział I Sztabu 1 BS)
- kpt. piech. Witold Kajetan Kucharski z CWPiech. (od 6 III 1943), adiutant pułku (od 30 VI 1943)
- rtm. Franciszek Woliński z Oddziału Łączności przy 309 Dywizjonie – adiutant pułku (6 III – 15 V 1943 → Oddział Łącznikowy Lotnictwa przy 318 Dywizjonie)
- por. kaw. Stefan Michał Czarnota z 16 bdrag.
- por. lek. dr Ignacy Holzberger[64] z 1 Dywizjonu Pociągów Pancernych – lekarz pułku (1 V – 22 XII 1943)
- ppor. lek. Chaskiel Kleiman (od 22 XII 1943)
- por. piech. Eustachy Zygmunt Klos (do 18 VIII 1943 → 10 bdrag.)
- por. piech. Tadeusz Józef Ochman z Pociągu Pancernego „H” (od 14 I 1943)
- por. / kpt. br. panc. Wojciech Sulimirski z b. 10 Szw. Ppanc – oficer techniczny pułku
- por. kaw. Piotr Styczeń z b. 10 Szw. Ppanc – oficer zaopatrzenia pułku
- por. kaw. Leszek Władysław Zakrzewski
- por. piech. Henryk Milli z Batalionu Strzelców Podhalańskich – oficer broni (od 8 IX 1943)
- ppor. piech. Włodzimierz Swiech – odkomenderowany na stanowisko oficera gospodarczego[65]
- ppor. rez. uzbr. Edmund Grzeszkowiak z 16 kzaop – oficer broni (31 III – 8 IX 1943 → WIT)
- ppor. piech. Adam Ludwik Górski z 1 Dywizjonu Pociągów Pancernych (od 25 I 1943)
- ppor. / por. piech. Stanisław Jankowski z Pociągu Pancernego „H” (od 14 I 1943)
- ppor. / por. kaw. Józef Mróz
- ppor. / por. art. Jan Nepomucen Psarski (od 13 VIII 1943)
- ppor. / por. łącz. Tadeusz Franciszek Delimata
- st. wachm. pchor. piech. Franciszek Waluś
- wachm. pchor. art. Stanisław Edward Suniewski
- plut. pchor. kaw. Franciszek Baumgart

Podoficerowie
- st. wachm. Antoni Patryarcha – szef Oddziału Sztabowego
- wachm. Aleksander Szpejnowski – szef I Dywizjonu
- plut. Ryszard Krajewski – szef II Dywizjonu
- wachm. Franciszek Pekacz – szef III Dywizjonu
- wachm. Zygmunt Gradowski z III Dywizjonu (do 15 VI 1943 → 1 Samodzielna Kompania Commando)
- wachm. Stefan Trzepałka (do 14 I 1943 → 2 Pluton Żandarmerii)
- wachm. Antoni Byk (do 16 VIII 1944)
- plut. Stanisław Józef Markiewicz

Od 6 listopada 1941 roku w 10 Szwadronie Przeciwpancernym, a następnie w Pułku służbę pełniły obywatelki Wielkiej Brytanii: Sheena Lyle i Barbara Jons. Obie panie stanowiły obsługę sanitarki GG V–339. Pani Barbara Jons została skreślona ze stanu żywionych pułku z dniem 6 czerwca 1943 roku.
Świetliczarką pułku była p. Stefania Gorczyńska, która 27 lutego 1943 roku została powołana na II Kurs podstawowego wyszkolenia wojskowego PWSK Z dniem 1 czerwca 1943 roku p. Stefania Gorczyńska została powołana do PWSK i mianowana na czas pełnienia funkcji przodowniczką.

## Organizacja i uzbrojenie pułku

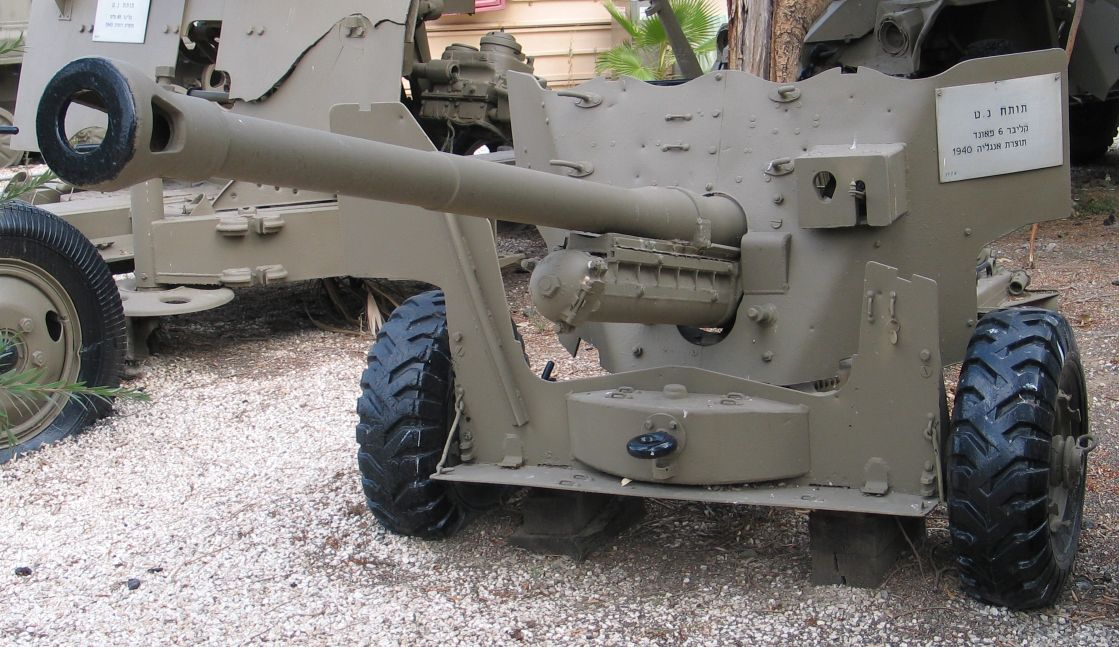
6 funtowa armata ppanc

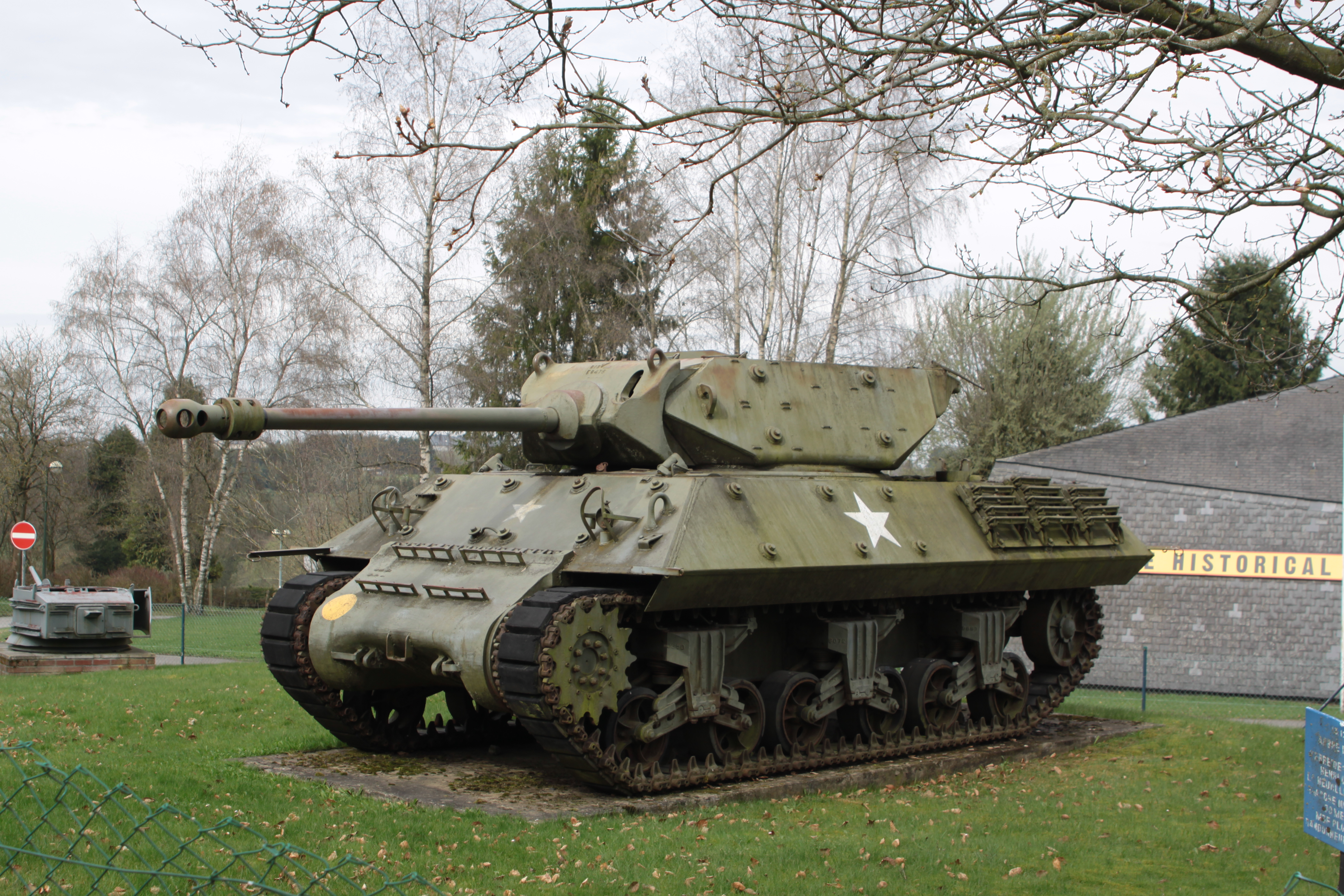
Niszczyciel czołgów M 10 „Rosomak”

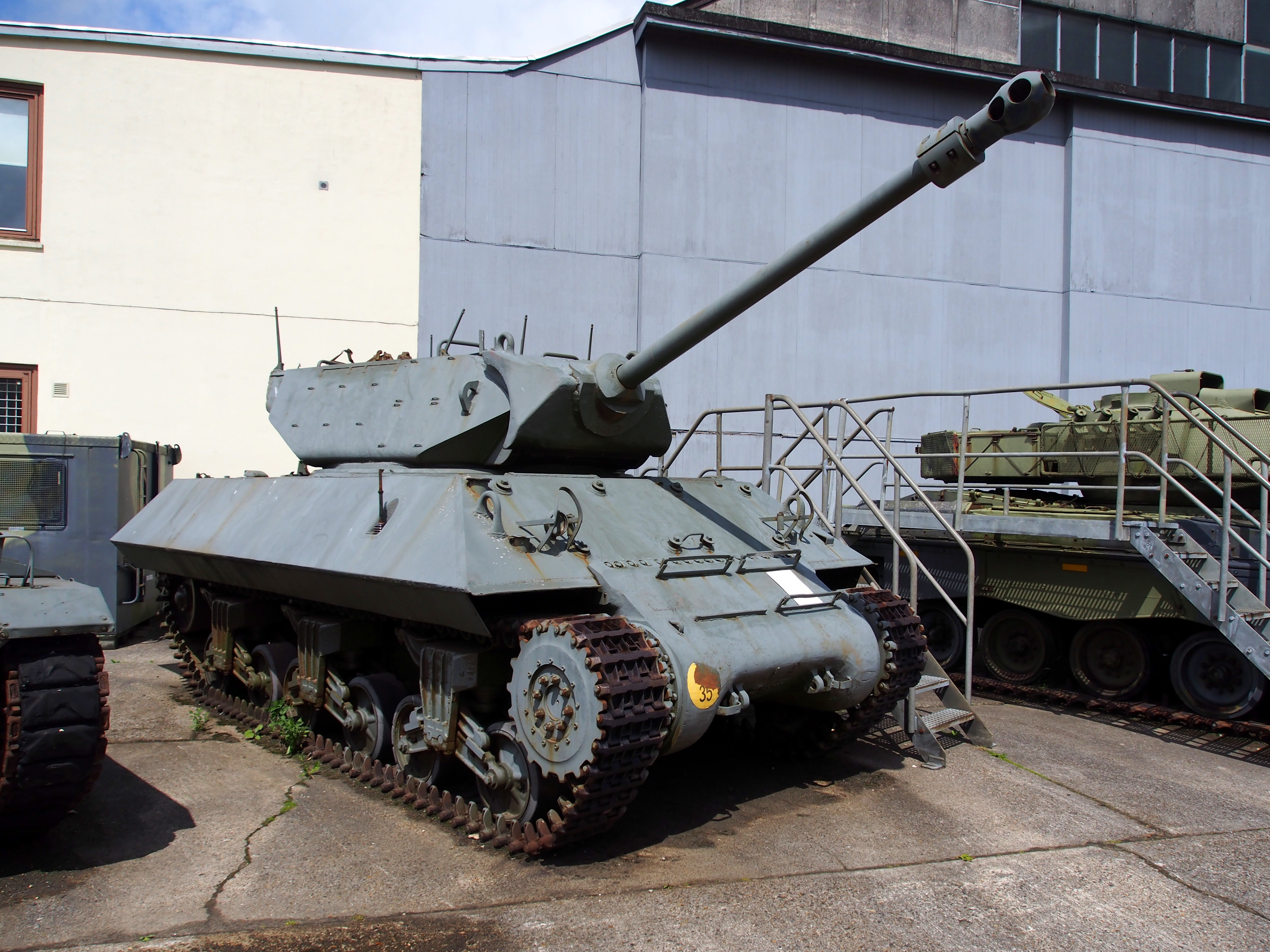
Niszczyciel czołgów „Achilles”

### Organizacja i uzbrojenie pułku w latach 1942-1944
- Dowództwo pułku
- Oddział Sztabowy
- I Dywizjon (1-4 bateria)
- II Dywizjon (5-8 bateria)
- III Dywizjon (9-12 bateria)
- IV Dywizjon (od 30 października 1943)
- Czołówka Naprawcza „B” (od 7 stycznia 1943)
- Pluton Łączności (30 marca 1943 przydzielony z 2 Szwadronu Łączności)

14 października 1942 roku dowódca Pułku przydzielił działka przeciwpancerne i lekkie karabiny maszynowe Bren do poszczególnych dywizjonów. każdy dywizjon otrzymał cztery działka przeciwpancerne.
28 października 1942 roku dowódca Pułku przydzielił podległym pododdziałom samochody ciężarowe Morris, samochody 1,5 i 0,75 Ford, motocykle BSA i Indian, samochód cysterna wody Bedford. Ponadto do Oddziału Sztabowego zostały przydzielone trzy czołgi Mk I Matilda o numerach: 1290286, 1290292 i 1290293.
6 listopada 1942 roku pułk otrzymał czternaście brytyjskich 57 mm armat przeciwpancernych”. Tydzień później został przeprowadzony „pokaz instrukcyjny” armaty dla wszystkich oficerów Pułku. 24 listopada 1942 roku na poligonie Lammermuir zostało przeprowadzone instruktorskie strzelanie z 6 funtowej armaty pod kierownictwem rotmistrza Wiesława Leliwa-Kiersza.
15 grudnia 1942 roku pułk otrzymał 30 armat przeciwpancernych (po 10 na dywizjon) i 11 karabinów przeciwpancernych. 29 grudnia 1942 roku dowódca pułku przydzielił kolejne trzy armaty, po jednej na dywizjon. Do pełnego etatu brakowało jednej armaty w III dyonie. Ponadto dowódca pułku przydzielił 37 lornetek pryzmatycznych Nr 2.
20 stycznia 1943 roku dowódca pułku przydzielił do każdego dywizjonu po jednym transporterze opancerzonym Universal Carrier, które zostały odebrane z 10 Pułku Strzelców Konnych (numery rejestracyjne: 1290268, 1292993 i 1292994). 4 lutego 1943 roku z 1 Pułku Artylerii Motorowej został odebrany kolejny transporter o nr rej. 1292892. 24 lutego 1943 roku odebrano z 1 i 2 Pułku Pancernego następnych sześć transporterów o numerach: 1293106, 1293110, 1293111, 1293113, 1293114 i 1293115, które dowódca pułku przydzielił do II Dywizjonu. 20 marca dowódca pułku przesunął transportery numer: 1293111 do I dyonu, a 1293110 do III dyonu, natomiast odebrane dwa dni wcześniej z 2 ppanc transportery przydzielił do: 129310? do I dyonu i 1293109 do III dyonu. 8 września 1943 roku pułk otrzymał kolejnych 15 transporterów Carrier Mark III
20 stycznia 1943 roku dowódca pułku ustalił numery dywizjonów, baterii i działonów. W każdej baterii działony miały te same numery od 1 do 4.
3 marca 1943 roku przyjęto 16 samochodów Fordson 30 cwt Morris Anti Tank Portee, 5 samochodów Ford 15 cwt i 24 motocykle solo Royal Enfield.
11 marca 1943 roku dowódca pułku zarządził by odebrane z C.Z.M. w Musselburgh samochody Fordson 30 cwt wykorzystywać jako ciągniki 6 funtowych armat przeciwpancernych. 21 kwietnia 1943 roku przyjęto kolejne cztery ciągniki Fordson 30 cwt.
27 sierpnia 1943 roku dowódca pułku przydzielił dywizjonom 17 funtowe armaty przeciwpancerne numer: 596, 642, 678, 1828, 18801 i 18771.
21 października 1943 roku pułk odebrał pierwsze cztery „podwozia czołgowe z działem 3″” o numerach: S-1357851, S-1357852, S-1357853 i S-1367854.
27 listopada 1943 roku dowódca pułku przydzielił do III i IV dyonu 36 transporterów Carrier Tracked Towing Mk. II 6 pdr.
Do dnia 6 grudnia 1943 roku dokonano przesunięć armat przeciwpancernych pomiędzy poszczególnymi dywizjonami:
- z I do IV dyonu cztery armaty 17 funtowe i dwie armaty 6 funtowe,
- II do IV dyonu jedną armatę 17 funtową,
- II do III dyonu trzy armaty 17 funtowe i cztery armaty 6 funtowe[87].

Odebrane w dniach 30 listopada-2 grudnia 1943 roku 3″ działa ppanc na podwoziu Sherman zostały przydzielone do:
- I dyonu o numerach: S-216182, S-216215, S-216225, S-216233, S-216235, S-216236, S-230771, S-230772, S-230825, S-230834,
- II dyonu o numerach: S-216181, S-216184, S-216185, S-216186, S-216203, S-216208, S-216214, S-216230, S-216231, S-230770[88].

### Organizacja i uzbrojenie pułku w latach 1944-1947
- Dowództwo pułku
- I dywizjon
- II dywizjon
- III dywizjon
- IV dywizjon

W skład każdego z dywizjonów wchodziły trzy baterie a. cztery działony. Dywizjony III i IV były uzbrojone w brytyjskie, ciągnione 17 funtowe armaty, natomiast dywizjony I i II w amerykańskie niszczyciele czołgów M10. Latem 1944 roku, w zamian za niektóre egzemplarze niszczycieli „Rosomak”, Pułk otrzymał jego zmodyfikowaną wersję oznaczoną, jako „17-pdr, Self-Propelled”. Pojazdy te stanowiły wyposażenie całego II dywizjonu samobieżnego. Modyfikacja została przeprowadzona przez Brytyjczyków i polegała na zastąpieniu amerykańskiej armaty M7 brytyjską 17 funtową.

## Symbole pułku
Sztandar
Sztandar został ufundowany przez miasto Mildenhall (Suffolk) i wręczony pułkowi 5 listopada 1945 roku.
Strona lewa: Na białych polach wizerunek Matki Boskiej Częstochowskiej i herb miasta Mildenhal.
Obecnie sztandar eksponowany jest w Instytucie Polskim i Muzeum im. gen. Sikorskiego w Londynie.
Odznaka pamiątkowa
Odznaka o wymiarach 48 x 38 mm ma kształt elipsy. Dominującym elementem jest motyw św. Jerzego zabijającego lancą smoka. Na obramowaniu odznaki data powstania Dywizjonu Przeciwpancernego 10 Brygady Kawalerii „4. XI 1937”, nazwa oddziału „PIERWSZY PUŁK PRZECIWPANCERNY” oraz dewiza Wojska Polskiego „BÓG HONOR I OJCZYZNA”. Odznaka została wykonana w srebrze techniką ażuru. Noszona na lewej górnej kieszeni munduru. Wykonawcą odznaki była istniejąca do dziś firma Spink & Son z Londynu. Zatwierdzenie wzoru i regulaminu odznaki ogłoszono w Dzienniku Rozkazów Naczelnego Wodza i Ministra Spraw Wojskowych Nr 4 z dnia 10 października 1943 roku, poz. 41.
2 września 1943 roku podpułkownik Jerzy Deskur nadał odznaki pamiątkowe 1 Pułku Przeciwpancernego 473. żołnierzom i jednej ochotniczce PWSK. Wśród wyróżnionych znaleźli się między innymi:
- gen. bryg. Stanisław Maczek (odznaka honorowa, legitymacja nr 1),
- ppłk dypl. Franciszek Stachowicz (pośmiertnie, leg. nr 67),
- mjr dypl. Roman Stankiewicz (pośmiertnie, leg. nr 68),
- przodowniczka Stefania Gorczyńska (leg. nr 474)[92].

Barwy
W Dzienniku Rozkazów Naczelnego Wodza i Ministra Spraw Wojskowych Nr 4 z dnia 11 sierpnia 1942 roku, pkt 26 zostały „zatwierdzone barwy dla Pułku, jak dla Dywizjonu Przeciwpancernego 10 Brygady Kawalerii i 10 Szwadronu Przeciwpancernego to jest Proporczyk w trzech trójkątach: czarny, u góry szkarłatny, dół pomarańczowy”. Zatwierdzenie barw zostało ogłoszone w rozkazie dziennym pułku z dnia 30 września 1942 roku. Proporczyki były noszone na kołnierzach Battle Dress i płaszczy.
Tego samego dnia (30 września 1942 roku) dowódca pułku zakazał wszystkim żołnierzom noszenia furażerek, zarówno w czasie służby jak i poza nią oraz przypomniał, że obowiązkowym nakryciem głowy jest beret granatowy, chyba że oddział występuje w hełmach. Ponadto stwierdził, że do ubioru garnizonowego należy rogatywka z otokiem szkarłatnym, dla oficerów obowiązkowo, dla podoficerów nieobowiązkowo.
Z dniem 5 listopada 1942 roku dowódca pułku nakazał wszystkim żołnierzom Pułku zdjęcie „wszelkich odznak innych broni, jak proporczyki (patki) ogólnokawaleryjskie, piechoty, artylerii, pancernych”. Proporczyki pułku przeciwpancernego miały być „wydane przez warsztat krawiecki po nadejściu odpowiedniego sukna”.
Znaki na pojazdach
Znak rozpoznawczy (białe kółko ze skrzydełkiem na czarnym tle) malowany na wszystkich pojazdach mechanicznych zarejestrowanych, posiadających numer wojskowy. Brytyjski znak rozpoznawczy pułku artylerii przeciwpancernej wchodzącego w skład dywizji pancernej - biała liczba „77” na czerwonym i ciemnoniebieskim polu kwadratu.